# Криптококк
Криптоко́кк (лат. Cryptococcus) — род грибов из отдела базидиомицетов.
Наиболее распространённые виды криптококков — Cryptococcus laurentii и Cryptococcus albidus, а для медицины важным видом является Cryptococcus neoformans, который вызывает тяжёлую форму менингита у больных СПИДом.
В литературе имеются противоречивые сведения о вирулентности природных изолятов C. neoformans: от полного отрицания вирулентности до выявления высокого потенциала патогенности. Информация о вирулентности природных изолятов C. neoformans в России отсутствует. Первые сведения о свойствах природных изолятов в России были получены И. А. Босак в Санкт-Петербурге.

## Строение
Клетки этих грибов покрыты тонкой желатиноподобной капсулой, которая обладает различными биологическими функциями, в том числе помогает всасыванию питательных веществ из почвы.

## Таксономия
Микологи включают в род Cryptococcus 37 видов, однако в 2009 году таксономия пересматривается.
C. neoformans включает две разновидности и три серотипа: C. neoformans var. grubii (серотип А), C. neoformans var. neoformans (серотип D) и гибрид (серотип АD). C. gattii включает два серотипа – В и С.

## Среда обитания
Криптококки растут в клеточной культуре по типу дрожжей. Большинство видов этого рода обитают в почве и для человека не опасны.
Экологические ниши известны не для всех серотипов C. gattii, в частности, природные местообитания C. gattii серотипа С не выявлены.
Наиболее часто C. neoformans выявляют по всему миру в субстратах, обильно загрязненных помётом птиц, в основном голубей, но природными биосубстратами, из которых может быть выделен C. neoformans, в различных условиях могут выступать: почва, гниющая древесина, фрукты [Viviani, 2009], деревья, домашняя пыль, слизистая рта и полости носа домашних животных (кошки, собаки, коровы и другие).
В отличие от C. neoformans, вид C. gattii не был найден в широком спектре субстратов окружающей среды. Ещё недавно[когда?] полагали, что C. gattii имеет распространение только в тропических и субтропических климатических зонах и его экологическая ниша связана с двумя видами эвкалиптов — Eucaliptus camaldulensis и E. tereticornis.